# Stefania Chwedoruk
Stefania Chwedoruk (ur. ok. 1956) – polska niepełnosprawna lekkoatletka, mistrzyni paraolimpijska.

## Życiorys
Pochodziła z terenów dawnego województwa białostockiego. W dzieciństwie, w wyniku wypadku z maszyną rolniczą miała amputowaną nogę. Ukończyła Liceum Ekonomiczne przy Zakładzie Rehabilitacji Zawodowej we Wrocławiu. Była członkinią klubu Start Wrocław, a jej trenerem był Jacek Książyk.
Uczestniczka Letnich Igrzysk Paraolimpijskich 1976 w Toronto (startowała w zawodach kategorii D). Zwyciężyła w skoku w dal (179 cm) i pięcioboju (2050 punktów). Nie wzięła udziału w konkursie pchnięcia kulą – przed zawodami opuściła reprezentację Polski i podjęła decyzję o pozostaniu w Kanadzie, w której zamieszkała na stałe.